# Julio Menchaca Salazar
Julio Ramón Menchaca Salazar (Pachuca de Soto, Hidalgo; 27 de diciembre de 1959) es un jurista, profesor y político mexicano, miembro del Movimiento Regeneración Nacional. Es el actual gobernador de Hidalgo desde el 5 de septiembre de 2022, siendo el primer gobernador no emanado del Partido Revolucionario Institucional (PRI) o sus antecesores desde 1929, lo que significó una alternancia en el partido gobernante tras noventa y tres años. Se desempeñó como presidente del Tribunal Superior de Justicia del Estado de Hidalgo de 1999 a 2004 y diputado del Congreso de Hidalgo de 2005 a 2008. En 2017 se unió a Morena y fue senador por Hidalgo de 2018 a 2022 hasta su renuncia y postulación para contender por la gubernatura.

## Primeros años
Julio Ramón Menchaca Salazar nació el 27 de diciembre de 1959 en Pachuca de Soto, Hidalgo, México. Estudió la licenciatura en derecho en la Universidad Autónoma del Estado de Hidalgo y fue docente en esa institución y en la Academia de la Procuraduría General de Justicia.

## Trayectoria política
Inició su militancia en el Partido Revolucionario Institucional (PRI) en la década de 1980. De 1999 a 2004 fue magistrado presidente del Tribunal Superior de Justicia de Hidalgo. De 2005 a 2008 fue diputado local del Congreso del estado de Hidalgo en la LIX Legislatura en representación del distrito 1. Como legislador fue presidente de la comisión de legislación y puntos constitucionales. También fue secretario de la comisión de derechos humanos y de la comisión instructora. En 2005 fue aspirante a la candidatura del PRI a la gubernatura del estado de Hidalgo. En 2013 fue candidato a la presidencia de la Comisión de Derechos Humanos del Estado de Hidalgo. El 3 de noviembre de 2015 renunció a su militancia en el Partido Revolucionario Institucional.
En las elecciones estatales de Hidalgo de 2016 se presentó como candidato independiente a la presidencia municipal de Pachuca de Soto, obteniendo el 8% de los votos emitidos. En 2017 fue invitado por Andrés Manuel López Obrador a ser miembro promotor del Movimiento Regeneración Nacional, en Hidalgo

## Senador de la República
En las elecciones federales de 2018 fue postulado por el  Movimiento Regeneración Nacional como senador por el estado de Hidalgo. Tras los comicios ocupó el cargo como senador de primera fórmula en la LXIV Legislatura del Congreso de la Unión el 1 de septiembre de 2018. Fue presidente de la comisión de justicia. Dejó el cargo el 15 de febrero de 2022 para presentarse en las elecciones estatales de Hidalgo de 2022. Su escaño fue ocupado por Navor Rojas Mancera.

## Gobernador de Hidalgo
Julio Menchaca fue postulado como candidato a gobernador en las elecciones estatales de Hidalgo de 2022 por la coalición «Juntos Hacemos Historia», integrada por el partido Movimiento Regeneración Nacional (Morena), el Partido del Trabajo (PT) y el partido Nueva Alianza Hidalgo (NAH). Resultó electo en los comicios del 5 de junio con el 61% de los votos emitidos a su favor. Asumió el cargo el 5 de septiembre de 2022.